# Moez Ben Cherifia
Moez Ben Cherifia (tiếng Ả Rập: معز بن شريفية) (sinh ngày 24 tháng 6 năm 1991 ở Tunis) is a Tunisian football thủ môn. Hiện tại anh thi đấu cho ES Tunis và Đội tuyển bóng đá quốc gia Tunisia.
Vào tháng 5 năm 2018 anh có tên trong đội hình sơ loại 29 người của Tunisia tham dự Giải vô địch bóng đá thế giới 2018 ở Nga.